# Associació Internacional de Jocs Mundials
L'Associació Internacional de Jocs Mundials (IWGA en anglès) és una confederació esportiva internacional reconeguda pel Comitè Olímpic Internacional (COI), que organitza des de l'any 1981 els esdeveniment multiesportius coneguts com els Jocs Mundials, on hi participen disciplines esportives que no són part del programa dels Jocs Olímpics organitzats pel COI.

## Història
La IWGA va ser fundada el 21 de maig de 1980 a Seül, Corea del Sud, com a  World Games Council  per 12 federacions esportives internacionals amb divulgació mundial, que encara no formaven part del Jocs Olímpics. La intenció era augmentar la popularitat dels esports representats per aquestes federacions. La IWGA es va constituir sota la legislació suïssa com una organització no governamental i sense ànim de lucre. El 1996, el 'World Games Council' va ser rebatejat com a  International World Games Association . Des de la seva creació, el nombre de federacions membres ha augmentat fins a 37, i l'ingrés més recent ha estat la Federació Internacional d'Amateurs Muaythai l'abril de 2014.

## Membre
Les federacions que pretenen ser membres de la IWGA han de formar part de GAISF (Associació Global de Federacions Esportives Internacionals). La pròpia IWGA també és membre de GAISF i està representada al seu consell. Els esports que vulguin ser reconeguts per la IWGA han de tenir una importància mundial però en realitat no han de formar part del programa dels jocs olímpics.
El màxim organisme de l'IWGA és l'assemblea general, que té lloc cada quatre anys un any després de l'esdeveniment dels Jocs Mundials. L'assemblea general tria un comitè executiu de set membres que acull quatre anys i també decideix sobre les properes ciutats d'acollida per als Jocs Mundials.

## Federacions
Les federacions que integren l'associació són:
- Aikido: Federació Internacional d'Aikido
- Esports aeris: Federació Aeronàutica Internacional
- Tir amb arc: Federació Internacional de Tir amb Arc
- Billar: Confederació Mundial de Billar Esportiu
- Culturisme: Federació Internacional de Culturisme i Fitness
- Esports de boles: Confederació Mundial d'Esports de Boles
- Bitlles: Federació Internacional de Boliche
- Piragüisme: Federació Internacional de Piragüisme
- Càsting: International Casting Sport Federation
- Ball esportiu: Federació Internacional de Ball Esportiu
- Fistbol: Asosiación Internacional de fistbol
- Hoquei pista: Federació Internacional de Floorball
- Disc volador: Federació Mundial de Frisbee
- Futbol sala: Associació Mundial de Futsal[5]
- Gimnàstica: Federació Internacional de Gimnàstica
- Handbol: Federació Internacional d'Handbol
- Hoquei sobre herba: Federació Internacional d'Hoquei
- Jujutsu: Federació Internacional de Jiu-jitsu
- Karate: Federació Mundial de Karate
- Kickboxing: Associació Mundial d'Organitzacions de Kickboxing
- Corfbol: Federació Internacional de Korfbal
- Lacrosse: Federació Internacional de lacrosse
- Salvament esportiu: Federació Internacional de Salvament i Socorrisme
- Boxa tailandesa: Federació Internacional de muaythai Amateur
- Netball: Federació Internacional de Netball
- Orientació: Federació Internacional d'Orientació
- Aixecament de potència: Federació Internacional de Potència
- Raquetbol: Federació Internacional de Raquetbol
- Patinatge de velocitat: Federació Internacional de Patinatge
- Rugbi: World Rugby
- Softbol: Federació Internacional de Sóftbol
- Escalada: Federació Internacional d'Escalada Esportiva
- Esquaix: Federació Mundial d'Esquaix
- Sumo: Federació Internacional de Summe
- Surf: Associació Internacional de Surf
- Joc d'estirar la corda: Federació Internacional de estirar la corda
- Esports subaquàtics: Confederació Mundial d'Activitats Subaquàtiques
- Esquí aquàtic i Surfesquí: Federació Internacional d'Esquí Aquàtic